# Niclas Oettermann
Niclas Oettermann (geb. in Schramberg) ist ein deutscher Opern- und Konzertsänger (Tenor), Bühnenautor, Songwriter und Komponist.

## Leben
Niclas Oettermann wurde im Schwarzwald geboren. Er studierte an der Eberhard Karls Universität Tübingen vergleichende Religionswissenschaften und Philosophie, in Hilversum Jazzgesang und Komposition und in Trossingen klassischen Gesang.
Er war Meisterschüler von Franco Corelli, Carlo Bergonzi, Júlia Hamari, Bruno Pola und Ion Buzea. Seine erste Hauptrolle als Tenor sang er noch als Student in der Europäischen Erstaufführung der Oper Orphée von Philip Glass unter der Leitung von Dennis Russell Davies. 1995 gewann er den ersten Preis beim Sylvia-Geszty-Gesangswettbewerb.
Seinen ersten Bühnenvertrag hatte er 1996 als Schauspieler am Thalia Theater Hamburg. Er sang mehrfach in der Royal Albert Hall London, war Gastsolist beim Royal Philharmonic Orchestra, bei den Berliner Festwochen, bei der MusikTriennale Köln, beim WDR-Rundfunkorchester, im Palais des Festivals in Cannes und im Cirque d’Hiver in Paris.
Sein Repertoire umfasst italienische, spanische, französische, englische, deutsche und skandinavische Gesangsliteratur. In der Oper liegt sein Schwerpunkt in den großen Rollen des 19. und frühen 20. Jahrhunderts. Er sang über 40 Hauptrollen an über 30 Theatern, darunter: Paul in Die tote Stadt am Stadttheater Bern, Opernhaus Chemnitz und Staatstheater Magdeburg, die Titelrolle in Hoffmanns Erzählungen in Paris mit einer Live-Übertragung im französischen Fernsehen, im Staatstheater Saarbrücken, Stadttheater Biel und bei den Opernfestival Gut Immling, den Riccardo Un ballo in maschera im Stadttheater Bern und Mainfrankentheater Würzburg, den Cavaradossi in Tosca beim OEK Kanazawa/Japan, im Stadttheater Biel/Solothurn, bei den Opernfestspielen Heidenheim und im Stadttheater Bern, den Max in Der Freischütz an den Wuppertaler Bühnen und dem Konzert Theater Bern und weitere.

## Repertoire (Auswahl)

### Oper
- Gualtiero in Il pirata von Vincenzo Bellini
- Max im Freischütz von Carl Maria von Weber
- Titelrolle in Stiffelio von Giuseppe Verdi
- Riccardo/Gustavo in Un ballo in maschera von Giuseppe Verdi
- Titelrolle in Otello von Giuseppe Verdi
- Titelrolle in Les contes d’Hoffmann von Jacques Offenbach
- Cavaradossi in Tosca von Giacomo Puccini
- Erik in Der fliegende Holländer von Richard Wagner
- Prince in L’amour des trois oranges von Sergej Prokofiev
- Paul in Die tote Stadt von Erich Wolfgang Korngold
- Tom Rakewell in The Rake’s Progress von Igor Strawinski

### Konzerte
- 9. Sinfonie in d-Moll op. 125 von Ludwig van Beethoven
- Messa da Requiem von Giuseppe Verdi
- Messa per Rossini von Giuseppe Verdi et al.
- Messa di Gloria von Giacomo Puccini

### Bühnenwerke
- Nabi, ein deutsch-französisches Bühnenwerk mit klassischer und moderner Musik für Schauspiel, Videoprojektionen, Gesang und Ballett in Zusammenarbeit mit Joanna Choi.
- Simplicissimus 21, (Grimmelshausens neues Vermächtnis) ein Bühnenauftragswerk zum 400. Geburtstag von Grimmelshausen mit Musik für Schauspiel, Videoprojektionen, Gesang und Ballett in Zusammenarbeit mit Joanna Choi (UA 9. Oktober 21, Oberkirch)
- Nordlichter, ein deutschsprachiges Bühnenwerk mit skandinavischer Musik für Schauspiel, Videoprojektionen, Gesang und Ballett in Zusammenarbeit mit Joanna Choi.
- Visione, ein toskanisches Liebesdrama mit italienischer Musik des Fin de Siècle für Gesang und Schauspiel
- Mein schönstes Weihnachten, eine moderne Weihnachtserzählung mit Musik

### Film
- my wish, ein deutsch-französischer Dramatical-Film über die Träume jugendlicher Künstler (Filmkompositionen)

### Diskografie
- CD Deine Hand in meiner Hand, Text von Niclas Oettermann, Komposition und Arrangement: Niclas Oettermann, Joanna Choi, Calestec Productions: calestec2017prod04,
- CD Wien, Wien, Wien IMP 2005